# Faye Kellerman
Faye Kellerman (St. Louis, 31 juli 1952) is een Amerikaanse schrijfster van thrillers en getrouwd met Jonathan Kellerman, die ook thrillers schrijft. In de meeste boeken van Faye Kellerman speelt het echtpaar Peter Decker & Rina Lazarus de hoofdrol. Ook Jesse Kellerman, de oudste zoon van Faye en Jonathan, is auteur.

## Boeken

### De 'Peter Decker & Rina Lazarus' serie
1. Het rituele bad (The Ritual Bath, 1986)
2. Een onreine dood  (Sacred and Profane, 1987)
3. Melk en Honing (Milk and Honey, 1990)
4. Verzoendag (Day of Atonement, 1991)
5. Valse profeet (False Prophet, 1992)
6. De doodzonde (Grievous Sin, 1993)
7. Toevluchtsoord (Sanctuary, 1994)
8. Gerechtigheid (Justice, 1995)
9. Gebed voor een dode (Prayers For the Dead, 1996)
10. Het zoete gif (A Serpent's Tooth, 1997)
11. Jupiters resten (Jupiter's Bones, 1999)
12. Slachtoffer (Stalker, 2000)
13. De vergetenen (The Forgotten, 2001)
14. Een stenen omhelzing (Stone Kiss, 2002)
15. Donkere dromen (Street Dreams, 2003)
16. Het Verbrande Huis (The Burnt House, 2007)
17. De Mercedes-moord (The Mercedes Coffin aka Cold Case, 2008)
18. De blinde man (Blindman's Bluff, 2009)
19. De gehangene (Hangman, 2010)
20. Bloedspel (Gun Games (2011) aka Blood Games, 2012)
21. Beestachtig (The Beast, 2013)
22. Moord: een inleiding (Murder 101, 2014)
23. De doodsformule (The Theory of Death, 2015)
24. ... (Bone Box, 2017)

### Andere boeken
1. The Quality of Mercy (1989)
2. Moon Music (1998)
3. Straight Into Darkness (2005)
4. The Garden of Eden and Other Criminal Delights (2006)

Met Jonathan Kellerman:
1. Dubbele doodslag (Double Homicide, 2004)
2. Misdadigers (Capital Crimes, 2006)

Met Aliza Kellerman:
1. Prism (2009)

- Bibsys: 90882330
- Biblioteca Nacional de España: XX5536551
- Bibliothèque nationale de France: cb13762231b (data)
- CiNii: DA10270715
- Gemeinsame Normdatei: 124425119
- International Standard Name Identifier: 0000 0000 8377 9750
- Library of Congress Control Number: n85142284
- MusicBrainz: c58698b6-5af4-4923-8c11-174bafcd8939
- Bibliotheek van het Japanse parlement: 00469402
- Nationale Bibliotheek van Tsjechië: xx0002065
- Nationale Bibliotheek van Israël: 987007263639405171
- Nationale Bibliotheek van Polen: a0000001604335
- Nederlandse Thesaurus van Auteursnamen: 072234938
- Istituto Centrale per il Catalogo Unico: UBOV392961
- SNAC: w6t803ns
- Système universitaire de documentation: 056537832
- Virtual International Authority File: 44481519
- WorldCat: E39PBJj4t4dtwpqR8RDvmMrcyd